# Euclystis cayuga
Euclystis cayuga är en fjärilsart som beskrevs av William Schaus 1921. Euclystis cayuga ingår i släktet Euclystis och familjen nattflyn. Inga underarter finns listade i Catalogue of Life.